# 77 Frigga
Frigga /ˈfrɪɡə/ (định danh hành tinh vi hình: 77 Frigga) là một tiểu hành tinh lớn ở vành đai chính, thuộc kiểu quang phổ M. Thành phần cấu tạo của nó có thể là kim loại. Tiểu hành tinh này do nhà thiên văn học người Mỹ gốc Đức Christian H. F. Peters phát hiện ngày 12 tháng 11 năm 1862 và được đặt theo tên Frigg, nữ thần trong thần thoại Bắc Âu. Tiểu hành tinh này quay quanh Mặt Trời với chu kỳ 4,36 năm và hoàn thành một vòng quay quanh trục của nó sau 9 giờ.